# Le Cercueil
Le Cercueil é uma comuna francesa na região administrativa da Normandia, no departamento Orne. Estende-se por uma área de 13,33 km². Em 2010 a comuna tinha 141 habitantes (densidade: 10,6 hab./km²).
| Comunas limítrofes de Le Cercueil |            |                                   |
| La Bellière                       | Montmerrei | Saint-Hilaire-la-Gérard           |
| La Lande-de-Goult                 |            | Saint-Hilaire-la-Gérard           |
| Tanville                          | Tanville   | Saint-Hilaire-la-Gérard, Tanville |